# Phasmophaga
Phasmophaga är ett släkte av tvåvingar. Phasmophaga ingår i familjen parasitflugor.
Kladogram enligt Catalogue of Life:
| Phasmophaga | \| \| Phasmophaga americana \| \| \| \| \| \| Phasmophaga antennalis \| \| \| \| \| \| Phasmophaga floridensis \| \| \| \| \| \| Phasmophaga meridionalis \| \| \| \| \| \| Phasmophaga phasmophagae \| \| \| \| |
|             | \| \| Phasmophaga americana \| \| \| \| \| \| Phasmophaga antennalis \| \| \| \| \| \| Phasmophaga floridensis \| \| \| \| \| \| Phasmophaga meridionalis \| \| \| \| \| \| Phasmophaga phasmophagae \| \| \| \| |
|             | Phasmophaga americana |
|             | |
|             | Phasmophaga antennalis |
|             | |
|             | Phasmophaga floridensis |
|             | |
|             | Phasmophaga meridionalis |
|             | |
|             | Phasmophaga phasmophagae |
|             | |